# Assedio di Kaganoi
L'assedio di Kaganoi avvenne nel 1584, poco dopo lo stallo che avvenne tra le armate di Toyotomi Hideyoshi e Tokugawa Ieyasu durante la battaglia di Komaki e Nagakute. Con Ieyasu saldamente trincerato nelle sue posizioni, Hideyoshi decise di attaccare nella provincia di Ise i possedimenti di Oda Nobuo per indebolirne l'alleanza.
Il primo posto a cadere fu il castello di Kaganoi (oggi la moderna città di Hashima), la roccaforte più importante lungo il fiume Kiso a nord-ovest di Kiyosu e governata da Kaganoi Shigemochi. Qui Hideyoshi scatenò un feroce bombardamento di armi da fuoco e piccoli cannoni.